# Шадрино (Козульский район)
Шадрино — село в Козульском районе Красноярского края России. Административный центр Шадринского сельсовета. Находится на берегах реки Аммала (приток Чулыма), примерно в 35 км к юго-западу от районного центра, посёлка Козулька, на высоте 256 метров над уровнем моря.

## Население
| 2010 |
| ---- |
| 461  |

По данным Всероссийской переписи, в 2010 году численность населения села составляла 461 человека (226 мужчин и 235 женщин).

## Улицы
Уличная сеть села состоит из 7 улиц и 3 переулков.